# Crni zovoj
Crni zovoj (lat. Procellaria parkinsoni) je vrsta morske ptice iz roda Procellaria. Crne je boje i najmanja je ptica u rodu. Duga je 46 cm, a teška 680-720 grama. Ima raspon krila oko 115 cm. Hrani se hobotnicama, ribama i rakovima. Ponekad prati ribarske brodove da s njih pojede riblje iznutrice. Endem je  Novog Zelanda. Na engleskom se zove još i eng. Parkinson's petrel – Parkinsonov zovoj, po škotskom kvekeru, ilustratoru biljaka i prirodoslovnom umjetniku Sydneyu Parkinsonu.

## Razmnožavanje
Ova vrsta ptica se gnijezdi u šumovitim područjima iznad 500 m nadmorske visine. Ženka polaže jedno jaje u prosincu. Prijetnja jajima i mladima su mačke, štakori, svinje i psi lutalice. Iz jajeta se izlegne ptić u veljači. Roditelji brinu za njega sve do travnja ili svibnja, kada napušta gnijezdo.

## Vanjske poveznice
- Bird Life International  Arhivirana inačica izvorne stranice od 2. siječnja 2009. (Wayback Machine)

Ostali projekti
|  | Zajednički poslužitelj ima još gradiva o temi Procellaria parkinsoni |
|  | Wikivrste imaju podatke o taksonu Procellaria parkinsoni             |